# Nicky Maynard
Nicholas David Maynard, detto Nicky (Winsford, 11 dicembre 1986), è un calciatore inglese, attaccante del Winsford Utd.

## Palmarès

### Club

#### Competizioni nazionali
- Northern Premier League Division One West: 1

Macclesfield FC: 2022-2023